# Горгиевски, Боян
Бо́ян Горгие́вски (правильнее Джёргиевски; макед. Бојан Ѓоргиевски; 25 января 1992, Скопье) — северомакедонский футболист, правый защитник.

## Карьера

### Клубная
В девять лет начал заниматься футболом в школе клуба «Работнички». В детстве играл на позиции нападающего, но затем по совету тренера стал правым защитником. В начале карьеры выступал за македонские футбольные клубы «Вардар» и «Металлург» (Скопье).
В декабре 2011 года подписал контракт с БАТЭ, но отдан в аренду на сезон в латвийский «Сконто». Стал вице-чемпионом и обладателем Кубка Латвии 2012 года.
1 февраля 2013 года по соглашению между БАТЭ и македонским «Металлургом» вернулся в клуб из Скопье. Становился вице-чемпионом Македонии (2012/13), финалистом Кубка (2013/14), участвовал в матчах еврокубков.
В июле 2016 года перешёл в болгарский «Нефтохимик», но спустя полгода покинул клуб. Также играл за сербскую «Мачву», албанскую «Теуту» и различные клубы Македонии. В 2020 году подписал контракт с клубом второго дивизиона Македонии «Кит-Го» (Пехчево).

### В сборной
Вызывался в юношескую и молодёжные сборные Македонии.

## Достижения
- Обладатель Кубка Латвии: 2012